# Pentaneura octopunctata
Pentaneura octopunctata är en tvåvingeart som först beskrevs av Tokunaga 1937.  Pentaneura octopunctata ingår i släktet Pentaneura och familjen fjädermyggor. Inga underarter finns listade i Catalogue of Life.